# الحرب الإنجليزية الإسبانية (1796–1808)
الحرب الإنجليزية الإسبانية، نزاع استمر من 1796 إلى 1802، ثم من 1804 إلى 1808، ضمن حروب الثورة الفرنسية والحروب النابليونية. انتهت الحرب بتوقيع اتفاقية تحالف بين المملكة المتحدة ومملكة إسبانيا التي كانت حينئذ تحت الغزو الفرنسي.

## خلفية
في حرب التحالف الأول أعلنت إسبانيا الحرب على جمهورية فرنسا التي كانت حديثة حينئذ، منضمةً إلى التحالف محاوِلةً استعادة مَلَكية البوربون. كان القائد الإسباني الرئيس أنطونيو ريكاردوس، الذي فشل في إحراز نصر حاسم رغم الانتصارات الأوّلية. سرعان ما اجتاحت القوات الفرنسية في الأماكن الأخرى هولندا النمساوية بعد معركة فلوروس، فسقطت الجمهورية الهولندية تحت الضغط الهائل. وكانت إسبانيا مضغوطة أيضًا. ولم تعمل البحرية الإسبانية شيئًا يُذكر، إلا التحالف مع البريطانيين والمشاركة في حصار طولون.
بعد معركة الجبل الأسود أصبحت لجمهورية فرنسا أفضلية كبيرة، وفي 1795 أُبرمت معاهدة بازل، التي اضطَرت مملكتَي إسبانيا وبروسيا إلى الخروج من التحالف. في 1796، بعد المكاسب الفرنسية الكبيرة في حملة راين والحملة الإيطالية، وقّع مانويل جودوي (رئيس الوزراء إسبانيا حينئذ) معاهدة سان ألديفونسو الثانية، وقام بهذا تحالُفٌ فرنسي إسباني وحرب مشترَكة ضد بريطانيا العظمى، على أمل أن تتملَّك فرنسا المتغلِّبة أراضي ومالًا لصالح إسبانيا.

## الحرب

### 1796-1802
أضرّت الحرب بإسبانيا وإيرادات تاجها، فالحصار البريطاني قلَّل جدًّا مقدار الثروات الواردة من مستعمراتها. لكن كان لِأسطولٍ إسباني رئيسي -تحت قيادة خوسيه دي كوردوبا إي راموس- 27 سفينة خطِّية، فخطّط للتحالف مع الفرنسيين وحماية قوافل البضائع الثمينة. وكان للأسطول البريطاني في البحر الأبيض المتوسط 15 سفينة خطية، وهذا أقل جدًّا مما لِلتحالف الفرنسي الإسباني، فاضطُر في 1797 للتقهقر من كورسيكا وإلبا.

### 1804-1808
نصَّت معاهدة أميان في 1802 على هدنة مؤقتة، خرقها البريطانيون في 1804 حين هاجمت سفنهم على حين غرة أسطول فرقاطات إسبانية تحمل سبائك ذهب وفضة إلى قادس. فجّروا فرقاطة «سيدة الرحمة» الإسبانية (Nuestra Señora de las Mercedes)، واستحوذوا على البقية.
خططت فرنسا أن تغزو بريطانيا في العام اللاحق، وأن يكون الأسطول الإسباني جزءًا من القوات الغازية. في معركة طرف الغار في 1805 هاجم الأسطول البريطاني أسطولًا فرنسيًّا إسبانيًّا كان يحاول الانضمام إلى الأساطيل الفرنسية الموجودة في الشمال استعدادًا للغزو، وانتصر البريطانيون انتصارًا حاسمًا وضع حدًّا للتهديد الغزوي المباشر على يد نابليون.